# Clarkia franciscana
Clarkia franciscana là một loài thực vật có hoa trong họ Anh thảo chiều. Loài này được H.F.Lewis & P.H.Raven mô tả khoa học đầu tiên năm 1958.

## Hình ảnh

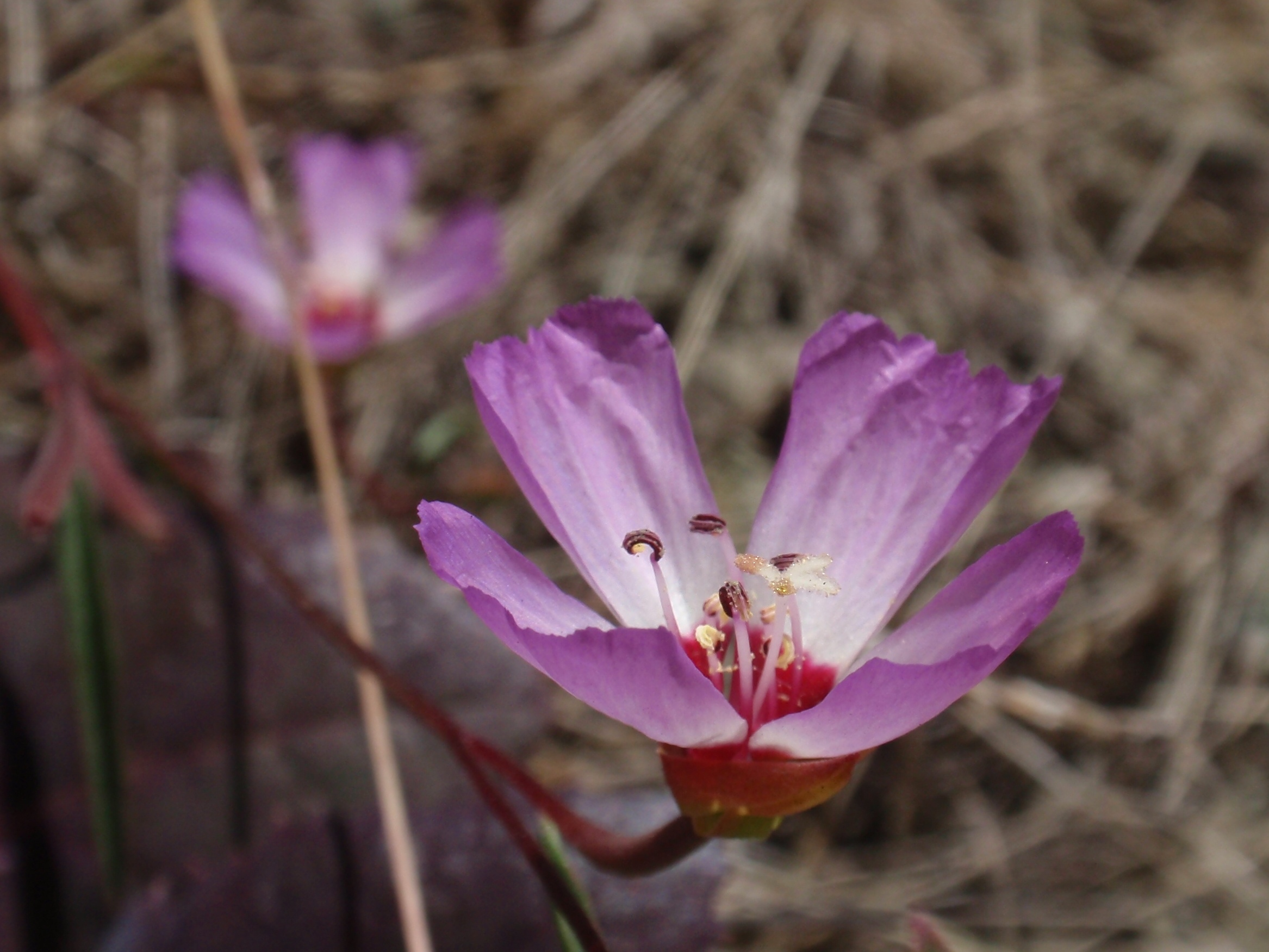
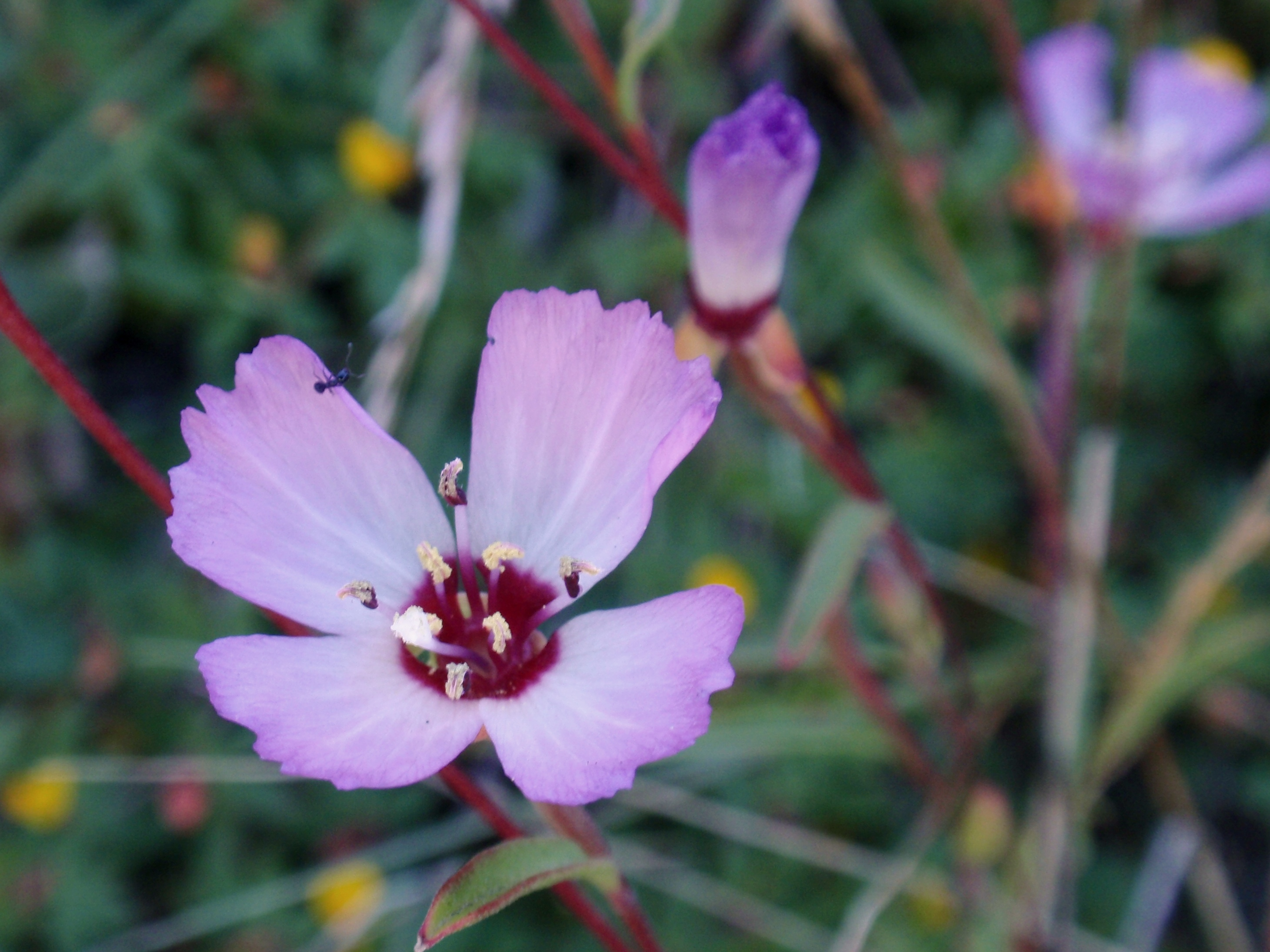
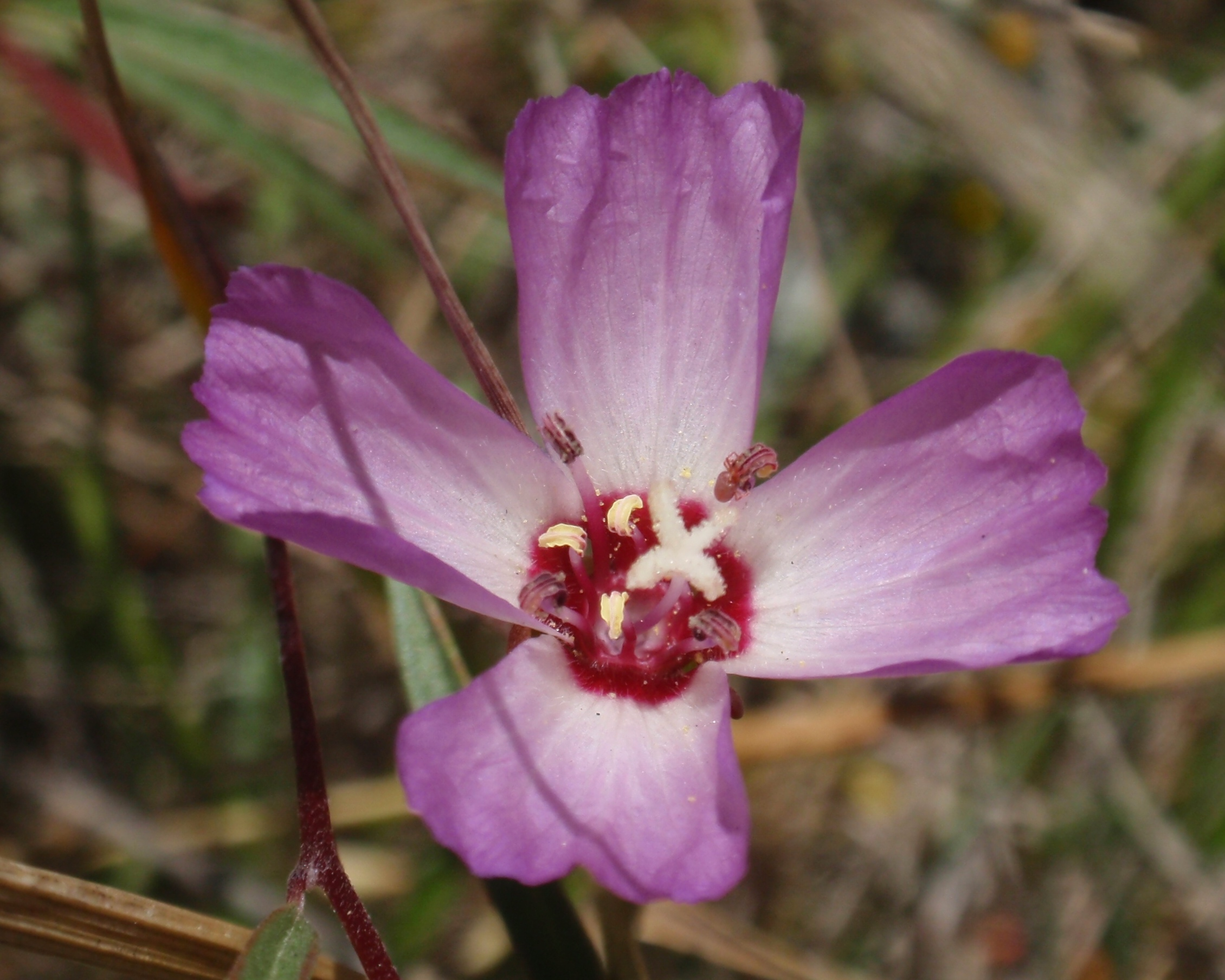